# Trận Adrianople (1205)
Trận chiến Adrianople diễn ra vào ngày 14 tháng 4 năm 1205 giữa quân Bulgaria của Sa hoàng Kaloyan với Thập Tự Quân của Baldwin I. Quân Bulgaria đã chiến thắng bằng cách phục kích khéo léo và cả nhờ sự giúp đỡ của từ người Cuman và đồng minh người Đông La Mã. Khoảng 300 hiệp sĩ bị giết, trong đó có Louis Blois, công tước của Nicaea trong khi Baldwin đã bị bắt sống rồi chết trong ngục. Quân Bulgaria sau đó đã tràn vào Thrace và Macedonia. Người em trai của Baldwin, Henry của Flanders, lên ngôi vào ngày 20 tháng 8 năm 1206.

## Bối cảnh
Năm 1204, quân đội viễn chinh của Thập tự chinh thứ tư đã không đi tới Đất Thánh, thay vào đó họ chiếm đóng và cướp phá thành phố Constantinopolis, thủ đô của Đông La Mã. Sau khi đô thành rơi vào tay quân Thập Tự, các lãnh thổ trung thành với Đông La Mã đã nhanh chóng đoàn kết với Đế chế Bulgaria để chống lại Đế chế Latinh mới được thành lập.